# Struktura povrchu
Struktura povrchu (také textura povrchu) je souhrnný termín, označující geometrické odchylky povrchu od jeho ideálního tvaru. Je výsledkem způsobu obrábění, hloubky stop po nástroji apod. Jedná se také o prohlubeniny (rýhy, trhliny), vyvýšeniny (vyboulením, otřepy), nebo plošné nedokonalosti (eroze, koroze). Podle velikosti nerovností se člení na 3 složky:
- drsnost povrchu
- vlnitost povrchu
- základní profil

## Vzhled
Vzhled povrchu je určen způsobem obrábění dané plochy. Například po hoblování jsou rýhy přímé.
Může vypadat třeba jako na obrázku:

## Měření
Drsnost povrchu se určuje buď porovnávacími šablonami, nebo speciálními měřidly. Každý způsob opracování má své šablony. Při velmi jemném opracování se používá komparační mikroskop.
Výsledkem měření je v praxi nejčastěji hodnota Ra, což je průměrná aritmetická odchylka profilu drsnosti. Její jednotkou jsou obvykle mikrometry.

## Běžné hodnoty parametru drsnosti Ra
- Pálení plamenem – 25 až 50μm
- Řezání pilou – 12,5 až 50μm
- Frézování – 0,8 až 50μm
- Soustružení – 0,8 až 25μm
- Broušení – 0,2 až 12,5μm
- Válečkování – 0,1 až 0,4μm
- Leštění – 0,025 až 0,1μm
- Lapování – 0,012 až 0,2μm

Konkrétní hodnoty jsou velmi závislé na volbě řezné rychlosti posuvu, stavu nástroje a podobně.

## Značení
V technické dokumentaci se značení drsnosti povrchu řídí normou ISO 1302

Složení úplné grafické značky struktury povrchu:

a – požadavek na drsnost povrchu

b – případné další požadavky na strukturu povrchu

c – výrobní proces ( způsob opracování, povlakování … )

d – orientace nerovností

e – přídavek na obrábění